# 黑希韦勒
黑希韦勒是德国莱茵兰-普法尔茨州的一个市镇。总面积2.85平方公里，总人口565人，其中男性269人，女性296人（2011年12月31日），人口密度198人/平方公里。